# Mesaiokeras marocanus
Mesaiokeras marocanus is een eenoogkreeftjessoort uit de familie van de Mesaiokeratidae. De wetenschappelijke naam van de soort is voor het eerst geldig gepubliceerd in 1995 door Andronov.